# Blindspotting
Blindspotting je americký komediální a dramatický film z roku 2018. Režie se ujal Carlos López Estrada a scénáře Rafael Casal a Daveed Diggs. Hlavní role hrají Diggs, Casal a Janina Gavankar, Jasmine Cephas Jones, Ethan Embry, Tisha Campbell-Martin, Utkarsh Ambudkar a Wayne Knight. Film měl celosvětovou premiéru na Filmovém festivalu Sundance dne 18. ledna 2018. Ve Spojených státech měl premiéru dne 20. července 2018. V České republice nebyl v kinech promítán.

## Obszaení
- Daveed Diggs jako Collin Hoskins
- Rafael Casal jako Miles
- Janina Gavankar jako Val
- Jasmine Cephas Jones jako Ashley
- Ethan Embry jako strážník Molina
- Tisha Campbell-Martin jako Mama Liz
- Utkarsh Ambudkar jako Rin
- Wayne Knight jako Patrick
- Kevin Carroll jako James
- Lance Cameron Holloway jako Curtis „Cuttie“ Cuttworth

## Přijetí

### Tržby
Za první víkend film vydělal ze 14 promítacích kin 332 500 dolarů. Další týden byl film rozšířen do dalších 513 kin a za druhý víkend vydělal 1,3 milionů dolarů.

### Recenze
Na recenzní stránce Rotten Tomatoes získal ze 101 započtených recenzí 93 procent s průměrným ratingem 7,9 bodů z deseti. Na serveru Metacritic snímek získal z 37 recenzí 76 bodů ze sta.